# Ástros
Pour les articles homonymes, voir D'Astros.
Ástros (grec moderne : Άστρος) est une localité située dans le dème de Cynourie-du-Nord, dans le district régional d'Arcadie, dans la périphérie du Péloponnèse, en Grèce.
Selon le recensement de 2021, elle compte 2 326 habitants.
Le nom désigne deux localités très proches, Mesóyo Ástros (Μεσόγειο Άστρος, Ástros-de-l'intérieur-des-terres), la capitale du dème, et Parálio Ástros (Παράλιο Άστρος, Ástros-plage), qui constituent deux des districts municipaux de Cynourie-du-Nord.
La deuxième assemblée grecque pendant la guerre d'indépendance grecque s'y déroula en 1823.
L'activité touristique se concentre autour de la plage.
Les ruines de la villa romaine d'Hérode Atticus sont situées à environ 2 km à l'ouest de la ville.